# Telescopio Anglo-Australiano

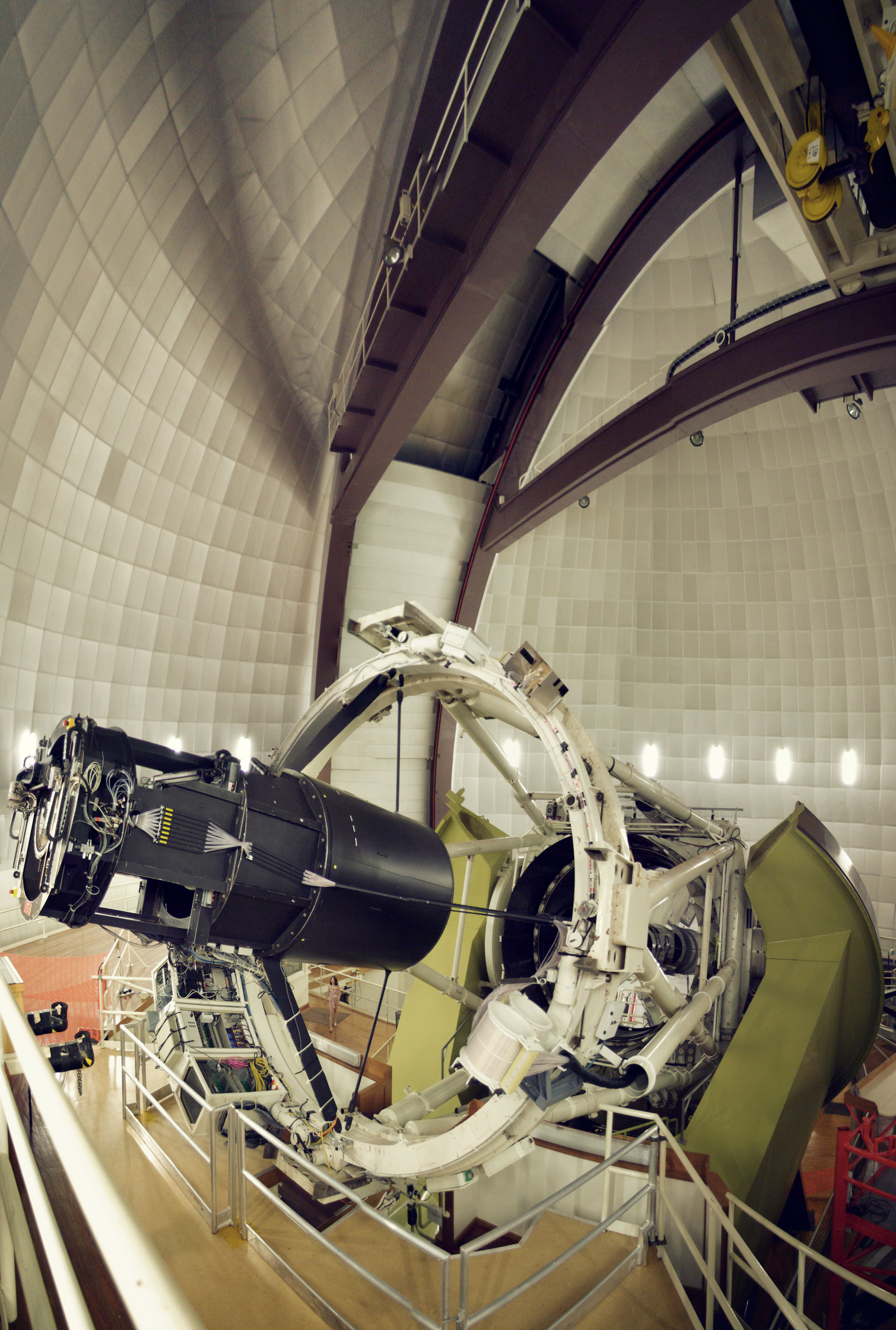
Immagine del telescopio riflettore

Il Telescopio Anglo-Australiano è un telescopio riflettore con uno specchio di 3,9 m di diametro, che lo ha reso il più grande telescopio nell'emisfero australe fino al 1976 con l'ultimazione del Telescopio Victor M. Blanco ed è rimasto il secondo fino alla costruzione del VLT nel 1998. È stato terminato nel 1974, nel 2009 è stato classificato il 5º telescopio ottico di più alto impatto e nel 2003 è stato giudicato il telescopio di 4 metri più produttivo al mondo.

## Storia
Nel 1959 Richard van der Riet Woolley propose un grande telescopio ottico nell'emisfero australe. Un comitato politico iniziò nel 1967 i piani per la costruzione, terminati nel 1969. Inizialmente era previsto di basarsi sul progetto del Telescopio Mayall, finché non uscirono dei problemi come la montatura a ferro di cavallo o i meccanismi di rotazione. Sebbene il nuovo sistema di ingranaggi fosse considerevolmente più costoso, era anche più preciso e si prestava bene ad applicazioni impreviste. Lo specchio è stato realizzato dalla Owens-Illinois a Toledo, nell'Ohio. Fu quindi trasportato a Newcastle, in Inghilterra, dove la Sir Howard Grubb, Parsons e Co (Grubb Parsons) impiegò due anni per macinare e lucidare la superficie dello specchio. La Mitsubishi Electric costruì la montatura che fu installata nell'agosto del 1973. La prima luce avvenne il 27 aprile 1974. Il telescopio fu ufficialmente aperto dal principe Carlo il 16 ottobre 1974.